# Artemas (musiker)
Artemas Diamandis, mer känd under artistnamnet Artemas, född 23 september 1999 i Oxfordshire i England, är en engelsk sångare, låtskrivare och musikproducent. Han släppte sin första singel 2020 och fick sitt stora internationella genombrott 2024 med singeln I Like the Way You Kiss Me, som toppade singellistan i Sverige och flera andra europeiska länder.